# Hazugságok hálójában
A Hazugságok hálójában  amerikai telenovella a Venevision Internationaltól. Főszereplői: Karyme Lozano, Cristián de la Fuente, Laura Zapata, Víctor Cámara és Mirela Mendoza. A sorozat 2005. május 23-án kezdődött el az Univisión csatornán. Magyarországon 2006. április 3-án került adásba a Zone Romantica csatornán.

## Történet
Emilia illegális bevándorlóként érkezett Mexikóból az Államokba és Roberta Lizalde házában vállal munkát. Roberta férje annak idején úgy végrendelkezett, hogy ha lánya, Andrea 24 éves kora előtt meghal a teljes vagyont jótékony célra fordítsák. Andrea állapota fokozatosan romlik és félő, hogy nem fogja megélni a 24. születésnapját, ezért Roberta, hogy megkaparinthassa az örökséget, kényszeríti Emilia-t, hogy játssza el a külvilág előtt mostohalánya szerepét. Emilia beleszeret a gazdag Felipe-be, akinek barátnője, Mónica növekvő féltékenységgel nézi románcukat. Mónica felfedezi Emilia valódi kilétét és arról beszámol Felipe-nek is. Emilia-nak és Felipe-nek számtalan problémával kell szembenézniük, amíg megtalálják a boldogságot.

## Szereplők

### Főszereplők
| Színész(nő)            | Szerepnév                 | Megjegyzés                                               | Magyar hangok      |
| ---------------------- | ------------------------- | -------------------------------------------------------- | ------------------ |
| Karyme Lozano          | Emilia Olivares           | Cseléd a Lizalde-házban, Estela és Arturo lánya          | Mezei Kitty        |
| Cristián de la Fuente  | Felipe Reyes Retana       | Szálloda-tulajdonos, Liliana testvére, Jonás unokaöccse  | Tokaji Csaba       |
| Laura Zapata           | Roberta Pérez de Lizalde  | Andrea mostohaanyja, Michelle és Mauricio édesanyja      | Andresz Kati       |
| Víctor Cámara          | Arturo Hernández          | Olivia férje, Emilia és Mónica édesapja                  | Tarján Péter       |
| Mirela Mendoza         | Mónica Hernández          | Olivia és Arturo lánya                                   | Czirják Csilla     |
| Ariel López Padilla    | Jonás Reyes               | Felipe és Liliana nagybátyja, Ricardo és Javier édesapja | Háda János         |
| María Alejandra Martín | Olivia Rosas de Hernández | Arturo felesége, Mónica édesanyja                        | Kiss Erika         |
| Tatiana Capote         | Matilde 'María'           | Andrea édesanyja                                         | Menszátor Magdolna |
| Olivia Collins         | Estela Olivares Álvarez   | Cástula lánya, Emilia édesanyja                          | Orosz Helga        |
| Géraldine Bazán        | Liliana Reyes Retana      | Felipe testvére                                          | Vadász Bea         |
| Andrés García jr.      | Luis Betancourt Carmona   | Felipe barátja                                           | Damu Roland        |
| Susan Vohn             | Michelle Lizalde          | Roberta lánya, Mauricio testvére                         | Major Melinda      |
| Joemy Blanco           | Lucy                      | Emilia barátnője                                         | Peller Anna        |
| Rodrigo Mejía          | Mauricio Lizalde          | Roberta fia, Michelle testvére                           | Laklóth Aladár     |
| Graciela Döring        | Cástula Álvarez           | Estela édesanyja                                         | Molnár Zsuzsa      |
| Carmen Daysi Rodríguez | Andrea Lizalde            | Matilde lánya, Roberta mostohalánya                      | Törtei Tünde       |
| Jessica Cerezo         | Jazmín                    | Mónica barátnője                                         | Molnár Ilona       |
| Orlando Fundichely     | Ricardo Dantes            | Jonás fia, Javier testvére                               | Joó Gábor          |
| Adrián Más             | Rodrigo                   | Alkalmazott a szállodában                                | Dányi Krisztián    |
| Carlos Cuervo          | José ′Pepe′               | Emilia és Lucy barátja                                   | Katona Zoltán      |
| Arap Bethke            | Roberto 'Bobby'           | Alkalmazott a szállodában                                | Markovics Tamás    |
| Omar Avila             | Javier Dantes             | Jonás fia, Ricardo testvére                              |                    |
| Carlos Cruz            | Dr. Zabaleta              | Orvos, Roberta bűntársa                                  |                    |
| Ivelyn Giro            | Renata                    |                                                          | Kelemen Tímea      |
| Nelida Ponce           | Nana Dolores              |                                                          |                    |
| Mariana Huerdo         | Carmela                   |                                                          |                    |
| Julio Capote           | Pedro                     |                                                          |                    |
| Jorge Luis Pila        | Ernesto                   | Rendőr                                                   | Szatmári Attila    |

### Vendég- és mellékszereplők
| Színész(nő)     | Szerepnév | Megjegyzés |
| --------------- | --------- | ---------- |
| Gerardo Riverón |           | Ügyvéd     |
| Hilda Luna      | La Kikis  |            |
| Tania López     | Mayté     |            |
| Taniusha Capote | Lety      |            |